# Wildstylez
Wildstylez é o nome artístico de Joram Metekohy (nascido em 7 de janeiro de 1983), um DJ e produtor musical holandês, adepto do hardstyle. Conhecido por realizar colaborações com outros DJs, tais como Noisecontrollers, D-Block & S-te-Fan e Headhunterz, com o qual formou o projeto Project One.
Seu primeiro lançamento foi Life'z A Bitch / Missin, pelo selo Scantraxx Reloaded. Em 2010, ele e Noisecontrollers fundaram uma gravadora própria, Digital Age.